# William Titt
William Stephen Titt (* 8. Februar 1881 in Cork, Irland als William LeBeau; † 5. Mai 1956 in Cardiff, Wales) war ein britischer Turner.

## Erfolge
William Titt gab 1908 in London sein Olympiadebüt und trat dort im Mannschaftsmehrkampf an, einem der beiden Wettkämpfe im Geräteturnen. Mit der britischen Mannschaft kam er dabei nicht über den achten und damit letzten Platz hinaus. Vier Jahre darauf nahm er auch an den Olympischen Spielen in Stockholm teil und gehörte bei diesen zur britischen Turnriege im Mannschaftsmehrkampf. Dabei traten insgesamt fünf Mannschaften an, die aus 16 bis 40 Turnern bestanden und während des einstündigen Wettkampfs gleichzeitig antreten mussten. Bewertet wurden neben der Ausführung der Übungen an den Geräten auch das Verlassen und der Wechsel der Geräte sowie der Einmarsch zu Beginn. Am Ende wurden anhand eines Durchschnittswerts der einzelnen Nationen die Abschlussplatzierungen ermittelt. Neben den Briten traten auch Turnriegen aus Italien, Ungarn, dem Deutschen Reich und Luxemburg an. Mit 53,15 Punkten setzten sich die Italiener gegen ihre Konkurrenten durch. Die Ungarn erzielten indes 45,45 Punkte und belegten damit vor den drittplatzierten Briten mit 36,90 Punkten den zweiten Platz. Titt gewann somit zusammen mit Albert Betts, William Cowhig, Sidney Cross, Harry Dickason, Herbert Drury, Bernard Franklin, Leonard Hanson, Samuel Hodgetts, Charles Luck, William MacKune, Ronald McLean, Alfred Messenger, Henry Oberholzer, Edward Pepper, Edward Potts, Reginald Potts, George Ross, Charles Simmons, Arthur Southern, Samuel Walker, Charles Vigurs und John Whitaker die Bronzemedaille.
Titt war der Sohn des jamaikanischstämmigen Seemannes William John LeBeau, der starb, als William Titt vier Jahre alt war. Nachdem seine Mutter ein Jahr darauf erneut heiratete, übernahm er den Familiennamen seines Stiefvaters Charles Titt. Als dieser 1938 starb, verwendete Titt fortan wieder LeBeau als seinen Nachnamen. Mit dem Cardiff St. Saviour’s Gymnastic Club gewann Titt 1904 und 1905 die walisischen Mannschaftsmeisterschaften. 1906 erreichte er mit dem Club nochmals das Finale. Titt, der auch als Boxer und Hürdenläufer aktiv war, war von Beruf Kohlehändler.